# Camanşəir
Camanşəir è un comune dell'Azerbaigian situato nel distretto di Lerik. Conta una popolazione di 275 abitanti.